# 叶学龄
叶学龄（1933年6月—），男，江西进贤人，中华人民共和国政治人物、摄影家，曾任江西省政协副主席，第八届全国政协委员。